# Félelmetes bagoly
A félelmetes bagoly (Nesasio solomonensis) a madarak osztályának bagolyalakúak (Strigiformes) rendjéhez, a bagolyfélék (Strigidae) családjához tartozó Nesasio nem egyetlen faja.

## Előfordulása
A faj a Salamon-szigetek szigetcsoportján honos, amely azonban politikailag két részre van osztva, így a madár Pápua Új-Guinea területén és a Salamon-szigeteken is honos. A Salamon-szigetek szigetei közül a Pápua Új-Guineához tartozó Bougainville és a Salamon-szigetekhez tartozó Santa Isabel és Choiseul szigeteken fordul elő.
Kis elterjedési területe miatt viszonylag ritka faj.

## Megjelenése
Testhossza 28–38 centiméter, szárnyfesztávolsága 70–75 centiméter. Testének felső része okkersárga és sötétbarnán csíkos, szárnyai, farka és testének alsó része krémszínű. Különös ismertetőjegyei vastag, fehér szemöldöke és testméretéhez képest aránytalanul erőteljes csőre. Apró tollfülei is vannak.

## Életmódja
A félelmetes bagoly meglepő tulajdonsága a méretéhez képest igen erőteljes csőre és nagy karmai életmódjával vannak összefüggésben. Ez a faj a kontinenseken elterjedt nagy testű uhuk Salamon-szigeteki ökológia megfelelője. Viszonylag kis mérete ellenére képes nagyobb állatokat, így kuszkuszokat és közepes testű madarakat is elejteni. Az elejtett zsákmányt erős csőrével feldarabolja és kisebb falatokban fogyasztja el.

## Szaporodása
Szaporodási szokásai kevésbé ismertek, feltehetően faodúba vagy sziklapárkányra építi fészkét.